# José Antonio Aznar
José Antonio Aznar Sánchez (Cuevas del Almanzora, España; 27 de diciembre de 1962) es un piloto español de rally.
Comenzó en los años 1980 compitiendo en diferentes modalidades del motociclismo, pero no fue sino hasta 2003 cuando dio el salto al mundo del rally, en el que ha conseguido más éxitos, proclamándose campeón de Andalucía de rallyes hasta en ocho ocasiones: Consecutivamente de 2013 a 2019 y en 2021.
También ha participado en raids como la Baja Aragón de 2014.

## Coches con los que ha competido
- Ginetta G55, 2017-2018[3]
- Hyundai i20 R5[4]
- Peugeot 206 WRC[5]